# Waltraud Meier
Waltraud Meier (9 de enero de 1956) es una mezzosoprano alemana nacida en Wurzburgo que ha cosechado éxitos especialmente en papeles del repertorio wagneriano añadiendo personajes del repertorio francés e italiano. Meier es la más importante mezzo aparecida en Alemania desde Christa Ludwig. Ha cantado algunos papeles para soprano.

## Educación e inicios
Estudió en su ciudad natal con Dieter Jacob debutando como Lola en Cavalleria Rusticana en 1976, las siguientes temporadas fue artista de la Ópera de Mannheim, Alemania. Entre 1980 y 1988 cantó en Dortmund, Hannover y Stuttgart. 
Su debut internacional fue en 1981 en el Teatro Colón de Buenos Aires como Fricka en Die Walküre junto al bajo-barítono americano Thomas Stewart.

## Festival de Bayreuth
Waltraud Meier fue una cantante indispensable en el Festival de Bayreuth en los años ochenta y noventa. Debutó en 1983 como la segunda Kundry (la primera era una ya experimentada Leonie Rysanek) en la producción del centenario de Parsifal, a cargo de Götz Friedrich bajo la dirección de James Levine que se había estrenado un año antes, cantando en las dos temporadas siguientes el papel en solitario. En 1987 se estrenó una nueva producción de la obra a cargo de Wolfgang Wagner, dirigida el primer año por Daniel Barenboim y los siguientes de nuevo por James Levine, cantando el papel hasta 1992. Se trata del papel con el que se identificó en la primera etapa de su carrera, y en opinión de la crítica, la mejor Kundry desde Martha Mödl y Régine Crespin.
En la década de 1990 asume roles para soprano dramática, y así desde 1993 fue Isolda en la producción de Tristán e Isolda de Heiner Müller, celebrada tanto por la pareja protagonista (Tristán era Siegfried Jerusalem, con quien ya había cantado en varias temporadas Parsifal) como por la antológica dirección de Daniel Barenboim (1993-1997 y 1999). Ya en la madurez de su carrera, su creación de Isolda fue comparada a la de Birgit Nilsson.
En el año 2000 fue Siglinda en El Anillo del Nibelungo bajo la dirección de Giuseppe Sinopoli y con Plácido Domingo como Sigmundo, con el cual ya había cantado en 1992 en Parsifal.
Cantó algún papel secundario, como Brangäne en Tristán e Isolda (1986) y Waltraute en El ocaso de los dioses (1988-1992), ambos bajo la dirección de Daniel Barenboim.

## Carrera
Fuera del repertorio wagneriano, como mezzosoprano cantó la Princesa de Éboli de Don Carlo de Verdi en su versión francesa, Dido en Les Troyens de Berlioz, Carmen de Bizet, Santuzza en Cavalleria Rusticana, el compositor en Ariadne auf Naxos, Dalila en Samson et Dalila, Amneris de Aída y Klytemnestra en Elektra. Sus interpretaciones la llevaron al Covent Garden, La Scala, Metropolitan Opera, París, la Ópera Estatal de Viena y la Ópera Estatal de Baviera (Múnich).
Como soprano dramática, con notable éxito, ha interpretado Leonora en Fidelio de Beethoven y Marie en Wozzeck de Alban Berg.
Como cantante de lieder se destaca en La canción de la tierra de Mahler, los Wesendonck Lieder de Wagner, los Gurrelieder de Arnold Schönberg y el Poema del amor y del Mar de Ernest Chausson. 
Se destaca su colaboración con Daniel Barenboim, Riccardo Muti, James Levine, Antonio Pappano, Christian Thielemann, Claudio Abbado, Semyon Bychkov, Zubin Mehta, Sir Simon Rattle y Lorin Maazel.

### Años ochenta
Su debut internacional fue en 1980 en el Teatro Colón de Buenos Aires, como Fricka en La Valquiria. Continuó apareciendo regularmente también en los teatros de ópera alemanes como los de Dortmund (1980-1983), Hannover (1983-1984) y Stuttgart (1985-1988).
Después de su éxito en el papel de Kundry en Parsifal de Wagner en el Festival de Bayreuth en 1983, la carrera de Meier ganaba altura, e hizo su debut en el Covent Garden (1985) en el Metropolitan (1987) como Fricka, con James Levine que dirigió su primer Oro del Rin en el Met. En el mismo año, en el Met es Fricka en Die Walküre con Hildegard Behrens.
En el Teatro La Fenice de Venecia dirigida por Giuseppe Sinopoli canta el Réquiem de Giuseppe Verdi en 1986 y Kundry en Parsifal (ópera) en 1989.
Comenzó también a el Teatro de la Scala como Die Dame en "Cardillac", de Paul Hindemith en 1987, en la Opera de París, en la Ópera Estatal de Viena y la del Estado de Baviera en Munich. En 1987 canta en la segunda mitad de la Sinfonía N.º 2 de Mahler en el Teatro Comunale de Florencia, en los "Gesänge aus Des Knaben Wunderhorn" de Gustav Mahler dirigida por Zubin Mehta e interpreta el Réquiem (Mozart) con José van Dam dirigida por Riccardo Muti en la Scala. En la Ópera Estatal de Viena en 1987 actúa como Kundry en Parsifal (ópera) y como Venus en Tannhäuser, con Kurt Moll.
En 1988, interpreta Kundry en Parsifal (ópera) en el San Francisco Opera y en la Royal Opera House de Londres.

### Años noventa
En la Scala en 1990 canta la Sinfonía núm. 3 (Mahler) dirigida por Zubin Mehta. En 1991, aparece en la película Cita con Venus.
Además de en Bayreuth, Meier fue Kundry en otros lugares en los años noventa, como en una producción de la Scala para la noche de apertura de la temporada 1991/1992 con Plácido Domingo dirigida por Riccardo Muti y en el Théâtre du Châtelet en París, en una versión con realizada por Klaus Michael Grüber y dirigida por Semyon Bychkov.
En 1992, fue Venus en Tannhäuser (ópera) y Kundry en Parsifal, por primera vez en el Met, con Siegfried Jerusalem como Parsifal y dirigidos por Levine y canta Das Lied von der Erde de Gustav Mahler en el Carnegie Hall. Al año siguiente, Waltraud Meier regresó al Met como Santuzza en Cavalleria rusticana (ópera) y cantó las Siete canciones tempranas de Alban Berg en el Carnegie Hall. En 1994 canta Das Lied von der Erde en Frankfurt, en 1996 canta los Wesendonck Lieder de Richard Wagner en Frankfurt e interpreta Carmen (ópera) con Plácido Domingo y Angela Gheorghiu.
En la Wiener Staatsoper, interpreta la Princesa de Eboli en Don Carlo con Plácido Domingo y Leo Nucci y Sieglinde en Die Walküre con Domingo, Kurt Rydl y Behrens en 1992, Santuzza en Cavalleria rusticana en 1994, Waltraute en El crepúsculo de los dioses en 1995, Ortrud en Lohengrin (ópera) con Cheryl Studer, es Carmen (ópera) y Amneris en Aida con Kristján Jóhannsson en 1997 y Der Compositor en Ariadne auf Naxos en 1999.
Al Teatro alla Scala interpreta Sieglinde en Die Walküre con Domingo dirigida por Muti en la noche de apertura de la temporada 1994/1995. Interpretó Waltrauta en El ocaso de los dioses dirigida por Muti en la noche de apertura de la temporada 1998/1999 y Leonore en Fidelio dirigido por Muti en la noche de apertura de la temporada 1999/2000.
En el Grand Théâtre de Ginebra se celebró un recital en 1995.
En los 90 papeles de soprano dramáticos también apropiados. Entre 1993 y 1999 en Bayreuth fue Isolda en Tristán e Isolda, dirigida por Heiner Müller y dirigida por Daniel Barenboim. En 1995 se llevó a cabo un concierto en el Teatro La Fenice.
En 1998 cantó por primera vez Leonore en Fidelio en el Lyric Opera de Chicago, de nuevo dirigida por Barenboim, y de nuevo Ortrud en una nueva producción de Lohengrin en la Ópera Estatal de Baviera.
En 1999 Ortrud en Lohengrin en la Opera Nacional de París.

### A partir del 2000
En el año 2000, Meier apareció como Isolda en el Festival de Salzburgo, con Lorin Maazel dirigiendo. En 2001, en la inauguración del Festival de Ópera de Múnich, la cantante hizo su debut en el papel de Dido en Les Troyens de Héctor Berlioz con la dirección de Zubin Mehta. En 2003 Meier compartió un Premio Grammy a Mejor Grabación de Ópera por sus contribuciones como Venus en Tannhäuser bajo la dirección de Daniel Barenboim. Dedicó su temporada 2003-2004 exclusivamente a recitales y conciertos. Cantó en la Pasión según San Mateo de Bach y viajó por Europa, Rusia y los Estados Unidos con un programa de recital con obras de Brahms, Schubert y Hugo Wolf. 
Regresó a la ópera en 2004-2005, incluyendo apariciones como Carmen en una nueva producción en el Semper Oper en Dresde dirigida por Katarina Lauterbach. En 2005, volvió a aparecer como Isolda, esta vez en una nueva producción en la Opéra Bastille de París, con dirección escénica de Peter Sellars y dirigida por Esa-Pekka Salonen. También volvió a la Ópera Estatal de Viena como Kundry en Parsifal. Igualmente volvió como Kundry en Parsifal en el Met en 2006, apareciendo con Ben Heppner. El New York Times escribió de esta producción: 
```
"El papel de Kundry es el de una mujer solitaria rodeada de hombres, pero Waltraud Meier lo convirtió en la estrella de la noche. Conocida como volátil tanto en el escenario como fuera de él, la Sra. Meier adapta su parte, impulsándose a sí misma como por un cañón explosivo. Cantó con fiereza y suavidad, todo pertinente en el papel que ella representó. Meier lo da todo y asume riesgos, y la audiencia se volvió loca por ella." 
```

Las actuaciones de Meier en 2007 incluyen apariciones como Isolda (Japón, Berlín, Munich, Milán), Leonora (Munich), Ortrud (Milán, París). Publicó un CD interpretando obras de Franz Schubert y Richard Strauss, con su acompañante de lieder Joseph Breinl, que fue lanzado a finales de 2007. Meier y Breinl realizaron numerosos recitales en 2007-08 en Japón, Alemania, Francia, Austria y España. 
En julio de 2008, Meier apareció como Venus en una producción de Tannhäuser en Baden-Baden, con dirección escénica de Nikolaus Lehnhoff, dirigida por Philippe Jordan, y también protagonizada por Robert Gambill (Tannhäuser), Stephen Milling (Herrmann) y Camilla Nylund (Elisabeth). El 22 de agosto de 2009, apareció en un concierto televisado de Fidelio en un Henry Wood Promenade Concert en el Royal Albert Hall de Londres. Este fue su compromiso profesional número 2.000. Fue dirigida por Daniel Barenboim con la Orquesta West-Eastern Divan. 
En el Daily Telegraph de Londres Rupert Christiansen escribió: 
```
"Ella estaba maravillosamente elegante y con magnífica voz - algunas notas altas fallidas parecían un pequeño precio a pagar por su participación musical y dramática en el papel de Leonora. Es una verdadera estrella y actriz".
```

En Salzburgo en 2009 también cantó Leonora en Fidelio y en 2010 interpretó Klytämnestra en Electra.
En 2011 hizo un concierto con Kent Nagano en el Usher Hall en Edimburgo y cantó en concierto con Myung-Whun Chung en la Salle Pleyel de París.
En 2012 cantó de nuevo Isolda en Tristán e Isolda y Sieglinde en La Valquiria dirigidas por Barenboim en el Schiller Theater de Berlín e hizo un concierto en el Gran Teatro de Ginebra. También cantó la Sinfonía núm. 9 de Beethoven dirigida por Barenboim en el Palacio de Versalles, la Leonora en Fidelio en el Teatro de los Campos Elíseos e hizo un recital en La Monnaie.
En 2013, interpretó Santuzza en Cavalleria rusticana con Lucio Gallo en la Ópera de Zürich, Ortrud en Lohengrin en la Deutsche Oper de Berlín, Waltrauta en El crepúsculo de los dioses en el Schiller Theater im Staatsoper y en el Royal Albert Hall. También volvió a interpretar Klytämnestra en Elettra en Aix-en-Provence y la Opéra Bastille y Marie en Wozzeck en el Schiller Theater im Staatsoper.
En 2014 cantó Klytämnestra en Electra dirigida por Christian Thielemann en la ópera Semper y Santuzza en Cavalleria rusticana en la Deutsche Oper de Berlín.
Actualmente reside en Munich, Baviera.

## Discografía
- Beethoven, Fidelio / Daniel Barenboim, Staastskapelle de Berlín (1999).
- Beethoven, Fidelio / Zubin Mehta, Palacio de las Artes Reina Sofía (DVD, 2006).
- Berg, Wozzeck / Daniel Barenboim, Staastskapelle de Berlín (1994).
- Mahler, Das Lied von der Erde / Daniel Barenboim, Orquesta Sinfónica de Chicago (1992).
- Mahler, Das klagende Lied / Giuseppe Sinopoli, Philharmonia Orchestra (1993).
- Mahler, Sinfonía n.º 8 / Giuseppe Sinopoli, Philharmonia Orchestra (1998).
- Mahler, Das Lied von der Erde / Lorin Maazel, Orquesta Sinfónica de la Radio de Baviera (2000).
- Mozart, Don Giovanni / Daniel Barenboim, Orquesta Filarmónica de Berlín (1991).
- Mozart, Requiem / Riccardo Muti, Orquesta Filarmónica de Berlín (1997).
- Saint Saëns, Samson et Dalila / Myung-whun Chung, Ópera de París (1991).
- R.Strauss, Elektra, Barenboim
- Verdi, Don Carlo / Antonio Pappano, Orquesta de París (1996).
- Verdi, Requiem / Daniel Barenboim, Orquesta Sinfónica de Chicago (1993).
- Wagner: Parsifal / Reginald Goodall, Ópera Nacional de Gales (1984).
- Wagner, Tannhäuser / Bernard Haitink, Orquesta Sinfónica de la Radio de Baviera (1985).
- Wagner: Parsifal / James Levine, Festival de Bayreuth (1985).
- Wagner: Die Walküre / Bernard Haitink, Orquesta Sinfónica de la Radio de Baviera (1988).
- Wagner: Götterdämmerung / Wolfgang Sawallisch, Ópera Estatal de Baviera (1989).
- Wagner, Lohengrin / Claudio Abbado, Orquesta Filarmónica de Viena (1991).
- Wagner: Götterdämmerung / Daniel Barenboim, Festival de Bayreuth (DVD, 1991).
- Wagner: Parsifal / Daniel Barenboim, Orquesta Filarmónica de Berlín (1991).
- Wagner: Parsifal / James Levine, Metropolitan Opera (1993).
- Wagner: Tannhäuser / Zubin Mehta, Ópera Estatal de Baviera (1994).
- Wagner: Tristan und Isolde / Daniel Barenboim, Orquesta Filarmónica de Berlín (1995).
- Wagner: Tristan und Isolde / Daniel Barenboim, Festival de Bayreuth (DVD, 1995).
- Wagner: Tristan und Isolde / Zubin Mehta, Ópera Estatal de Baviera (DVD, 1998).
- Wagner: Die walküre / Zubin Mehta, Ópera Estatal de Baviera (2002).
- Wagner: Tannhäuser / Daniel Barenboim, Orquesta Filarmónica de Berlín (2002).
- Wagner: Parsifal / Kent Nagano, Festival de Baden-Baden (DVD, 2004).
- Wagner: Parsifal / Christian Thielemann, Wiener Staatsoper (2005).
- Wagner: Lohengrin / Kent Nagano, Ópera de Lyon (DVD, 2006).
- Wagner: Tristan und Idolde / Daniel Barenboim, La Scala (DVD, 2007).
- Wagner: Tannhäuser / Philippe Jordan, Deutsches Symphonie de Berlín (DVD, 2008).

- A portrait of Waltraud Meier: I follow a voice within me.
- Gala 25 Anniversary Metropolitan Opera, James Levine.